# Lagopus leucura
Lagopus leucura е вид птица от семейство Фазанови (Phasianidae).

## Разпространение и местообитание
Видът е разпространен на голяма надморска височина в Аляска, планинските части на Канада и западните части на САЩ.
Внесен е в Сиера Невада в Калифорния, планините Валоуа в Орегон и планините Уинта в Юта.